# Marie Repetto
Marie Repetto (Voltaggio, 31 octobre 1809 - Gênes, 5 janvier 1890) est une religieuse professe italienne des sœurs de Notre Dame du refuge du Mont Calvaire et reconnue bienheureuse par l'Église catholique.

## Biographie

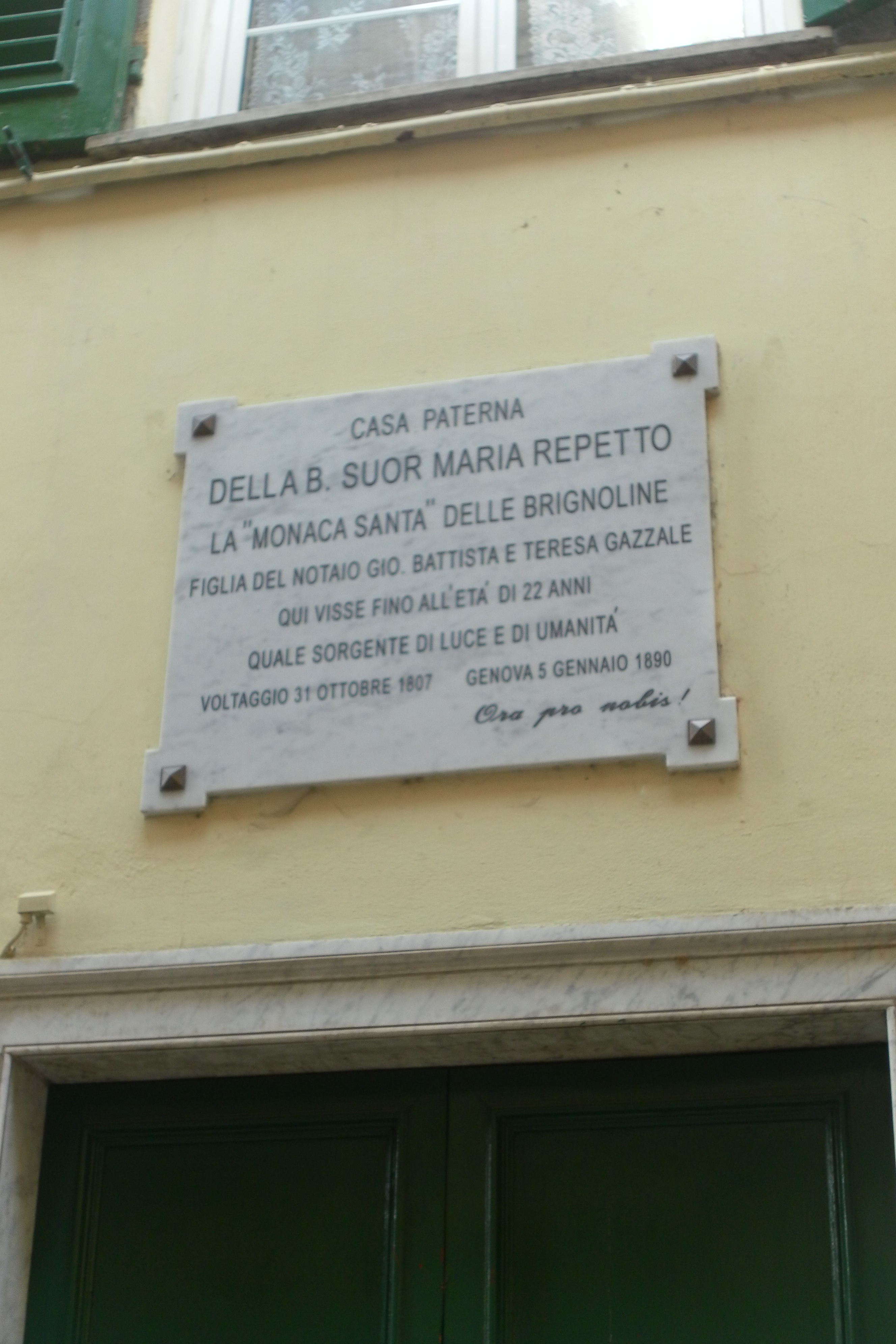
Plaque commémorative sur la maison paternelle de Maria Repetto à Voltaggio

Fille d'un notaire, aînée d'une fratrie de 11 enfants, Marie naît le 31 octobre 1807 à Voltaggio en Italie. Sa famille est très pieuse, trois de ses sœurs deviennent religieuses et un de ses frères est prêtre. Elle-même rejoignit le 7 mai 1829 les sœurs de Notre-Dame du Refuge près de Gênes. Elle y reçoit l'habit le 15 août 1829 et prononce ses vœux deux ans après.
Sœur exemplaire quant à son obéissance et à son humilité, elle est d'abord employée à l'ouvroir en tant que couturière et brodeuse. Mais, sa vue déclinant, on lui confie le rôle de portière. Là, elle reçoit tous ceux qui se présentent à la porte du couvent, avec bienveillance et générosité. Les visiteurs affluent, ce qui lui vaut quelques récriminations de ses sœurs qui estiment que cette charitable agitation les dérange dans leurs prières.
Marie a une très grande dévotion pour saint Joseph, elle le prie tout le temps, distribue des médailles, et réclame son intercession pour ceux qui la lui demande avec naturel et simplicité.
Par exemple, avec une femme qui vient la voir à la porte de la clôture pour lui demander de prier pour son mari devenu aveugle, elle va dans sa cellule, et retourne vers le mur l'image de saint Joseph qui s'y trouve, en lui disant de réaliser ce que c'est d'être aveugle. Le lendemain, la femme revient, son mari est guéri, Marie retourne l'image dans le bon sens et dit seulement : « Merci saint Joseph ».
Elle est appelée par les habitants de Gênes Monaca santa (moniale sainte), tant par ses conseils éclairés que par sa charité toujours joyeuse. Vers la fin de sa vie, Marie dit avoir des visions et raconte qu'elle converse avec Jésus et les saints. Elle meurt le 6 janvier 1890 à Gênes et est enterrée dans l'église de son couvent.

## Béatification
L'héroïcité de ses vertus est déclarée le 4 juillet 1968 et elle est béatifiée par le pape Jean-Paul II le 4 octobre 1981.
Lors de la cérémonie de béatification de Marie Repetto, le Saint-Père dit : « Plus encore que la porte de son couvent, elle a tenu son cœur ouvert à tous, afin de donner toujours et de tout donner à Dieu et aux pauvres, dans la sérénité et la joie ».

## Sources
- Texte du 19 mars 2000 de Dom Antoine Marie, de l'Abbaye Saint-Joseph de Clairval à Flavigny.
- Archevêché de Gênes (Saints de la ville de Gênes)
- (it) Biographie